# Franziska Haslinger

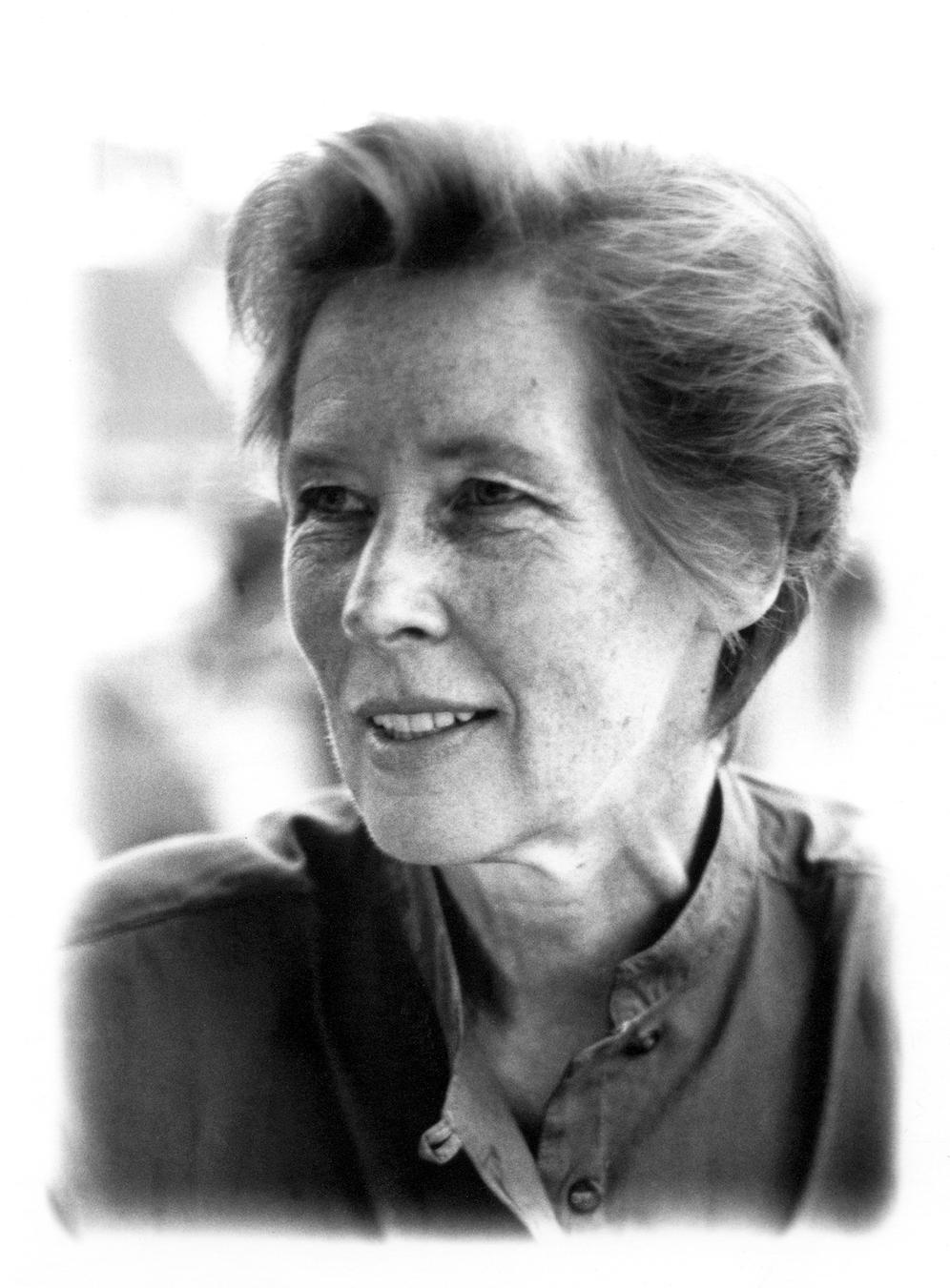
Franziska Haslinger (1986)

Franziska Haslinger (* 26. September 1936 in Berlin als Franziska Harder) ist eine deutsche Malerin, Grafikerin und Vertreterin der Konkreten Kunst.

## Leben
Franziska Haslinger wurde 1936 in Berlin, als einziges Kind des Künstlerehepaares Alexandra Harder (geb. Fischer) und Alexander Harder-Khasán, geboren. Die Leidenschaft der Eltern zur Kunst bildete das Fundament ihrer künstlerischen Entwicklung. Nach ihrem Schulabschluss in Hanau ging sie 1956 nach Wien und studierte an der Akademie der bildenden Künste bei Sergius Pauser und Herbert Boeckl. Sie absolvierte ihren Studienabschluss 1959, erweiterte ihre Ausbildung an der Graphischen Lehr- und Versuchsanstalt in Wien und schloss sie mit einem Design-Diplom 1960 ab. Im selben Jahr heiratete sie den Österreicher Erich Haslinger (1930–2018). In Wien und Oberösterreich arbeitete sie in freier Mitarbeit in verschiedenen Werbeateliers als Werbegrafikerin, bis sie 1963 zusammen mit ihrem Ehemann nach Hanau zurückkehrte. In Hanau niedergelassen, kam 1965 ihr Sohn Gregor Haslinger auf die Welt und ihre Tätigkeit wandelte sich von Werbegrafik zu freischaffender Malerei. Anfänglich arbeitete sie noch im Atelier ihrer Eltern, wurde Mitglied des Hanauer Künstlerbundes Simplicius und nahm an gemeinsamen Kunstausstellungen teil. Doch anders, als ihre Eltern, widmete sich Franziska Haslinger dem Konstruktivismus und letztlich der Konkreten Kunst. Das führte dazu, dass sie 1972 ihr eigenes Atelier einrichtete, seit 1977 sich nicht mehr an den Gemeinschaftsausstellungen mit ihren Eltern beteiligte und auf Themen gebundene Einzelausstellungen zuarbeitete. So hatte sie 1985 in Frankfurt am Main ihre erste Einzelausstellung „Arbeiten zur Diagonale“.

Im selben Jahr begann sie, parallel zu ihrer freischaffenden künstlerischen Arbeit, mit der Lehrtätigkeit im eigenen Atelier und gründete die Schule „Atelier Hanau“ für das Handwerk im Zeichnen und Malen. Die Kurse hat sie nach 30 Jahren aus Altersgründen eingestellt. 2002 wurde Franziska Haslinger mit dem Kulturpreis des Main-Kinzig-Kreises ausgezeichnet. Damit war sie die dritte ihrer Familie (1977 Alexander Harder-Khasán, 1995 Alexandra Harder), die diesen Kulturpreis erhielt. Zu ihrem 75. Geburtstag widmete ihr die Stadt Hanau im Historischen Museum Schloss Philippsruhe eine Retrospektive. 2021 wurde sie mit der August-Gaul-Plakette geehrt, Hanaus höchste kulturelle Auszeichnung.
Bis heute lebt und arbeitet sie in Hanau.

## Werke (Auswahl)
Thema der Arbeiten von Franziska Haslinger ist der Raum. In den 1980er Jahren geht es um die Diagonale im quadratischen Bildfeld. Sie wird als einfachste Störung einer ebenen Fläche eingesetzt und gewinnt Raum durch Falten, Knicken oder Teilen. Bildträger ist in der Regel Nessel oder Holz. So entstehen Werke mit Plaka auf Nessel wie „1/4 Weißfeld im schwarzen Quadrat“ (1988) oder „Faltung eines Quadrates“ (1988). Für ihre Holzobjekte verwendet sie Sperrholz „Quadrat auf Tri Eder“ (1980), Fundhölzer wie bei ihrer Serie „Schrein für eine Diagonale“ (1987) oder Bretter aus Obstkisten „Diagonale“ (1987). In dieser Zeit entwickelt sie auch die ersten Arbeiten auf Nessel, in denen sie Mittelgrund und Hintergrund als Medium bildnerischen Gestaltens mit einbezieht. Dabei ist Farbe auf Nessel im Vordergrund, Nessel selbst – als Farbträger – der Mittelgrund und dieselbe Farbe rückseitig aufgetragen (diaphan) zeigt den Hintergrund an, wie bei „Im gleichen Abstand zur Diagonale“ (1983), „Diagonale zweimal gefaltet“ (1987) oder „Tetra Eder“ von 2001.

Um 1990 vertieft Franziska Haslinger in ihren Arbeiten die Schattenwirkung im Raum. Sie legt Faltteile auf- und untereinander. Das führt zu Wandabständen, die durch Schattenbildung Raum definieren wie bei „Zwei Diagonalen“ (Plaka/Speerholz, 1987). Es entstehen auch Wandobjekte aus Metall „Staccato“, „Fractale“ (Metall/Tauchbad, 1990), bis hin zu Rauminstallationen, wie in der Ausstellung von 1993 in Frankfurt am Main „Aus dem Raster in den Raum“ (Dachlatten/Holzlasur/Klebeband) oder von 1996 in Wien „Handle with Care“.

Um 2000 entwickelt Franziska Haslinger eine neue Technik, mit der sie von den undifferenzierten Anstreichen von Flächen in der Konkreten Kunst abkommt. Dabei verwendet sie Rohspanplatten als Untergrund, auf das farbloses Seidenpapier, gebleicht oder ungebleicht, geklebt wird. Die Oberfläche wird dadurch uneben, Falten, Risse, Verschiebungen nehmen die Holzlasur unterschiedlich auf. Es entsteht dadurch eine Vielfalt an Valeurs, wie bei den Werken „Pingpong“ (2007), „Kontainer“ (2008), „Nebra“ (2009) oder „El-Arab“ (2010).
Ebenfalls in dieser Technik erweiterte sie 2008–2010 das Thema Raum, durch hinzufügen des Schattens eines Körpers an die Gestalt wie bei „Turm-2“, „Kapitel-2“ und „Lachs-Grau“ von 2008. Nach 2010 dominieren Kreissegmente, Dreiecke und Winkel ihre Arbeiten. Die Teile des Objektes verwinkelt, versetzt oder verschiebt sie gegeneinander, wodurch farbige Schattenräume entstehen, wie bei „6 Segmente eines Kreises“ (Seidenpapier/Rohspanplatte) von 2017. Ab 2015 wird der Farbauftrag monochrom. Es dominieren Flächen, die sich entgegenstehen, überschneiden, ineinander greifen oder staffeln.

### Werke im öffentlichen Raum
- 1983/2018: Das Objekt Roter Faden von 1983 ersetzte Franziska Haslinger 2018 durch das Objekt Spot (lasierte Rohspanplatten). Es befindet sich im Treppenhaus des Oberstufengebäudes der Otto-Hahn-Schule. Hanau: Hanauer Künstlerin schenkt der OHS ein Kunstwerk.
- 1994: Wandrelief Mitte der Diagonale (Holz/Lack) im Ordnungsamt, Steinheimer Straße 1b, Hanau: OB gratuliert Franziska Haslinger zum 80. Geburtstag.
- 1994: Portrait von Kathinka Platzhoff (Öl/Sperrholz) im Besitz der Kathinka-Platzhoff-Stiftung in Hanau.
- 2014: Portrait von Elisabeth Schmitz (Öl/Sperrholz) in der Karl-Rehbein-Schule. Erinnerung an eine stille Heldin.
- 2015: Skulptur AnDACHt in der Hohen Landesschule. Die Skulptur besteht aus verbrannten Holzteilen eines Dachbodens, die aus der Zeit des Luftangriffes auf Hanau am 19. März 1945 stammen. Daher setzt sich der Name der Skulptur aus den Wörtern „Andenken“ und „Dach“ zusammen.

## Ausstellungen (Auswahl)
- 1982: Ausstellung Frankfurter Künstler, Mann-Auditorium Tel Aviv, Israel
- 1985: Arbeiten zur Diagonale, Studio Berggemeinde, Frankfurt am Main
- 1988: Galerie L9, Oberursel
- 1990: Wien-Hanau-Zürich: drei Wege aus einer Meisterklasse, Museum Schloss Philippsruhe, Hanau
- 1991: Bilder, Collagen – Schatten, Zeichnung des Lichts, Kunstverein Friedberg[11]
- 1993: Das Dreieck, Dominikanerkloster, Frankfurt am Main
- 1994: Kunst im öffentlichen Raum – Wandgestaltung im Ordnungsamt Hanau
- 1996: Gemäldegalerie der Akademie der bildenden Künste Wien[12] Österreich
- 1996: Galerie Richard Delh, Paris, Frankreich
- 2000: Spatium, Galerie König, Hanau
- 2003: Auf den Punkt gebracht, Galerie König, Hanau
- 2004: Galerie St. Johann, Saarbrücken
- 2005: Austria Center Vienna, Konferenzzentrum Wien, Österreich
- 2006: Museum Modern Art, Hünfeld
- 2007: Centro Cultural de Farnesio, Aranjuez, Spanien
- 2011: Bedenkzeit – Franziska Haslinger – Konkrete Kunst, Museum Schloss Philippsruhe, Hanau.
- 2018: Frauen und andere Energien, Galerie König
- 2018: Sight Galerie, Offenbach